# Kumamoto prefektur
Kumamoto prefektur (japanska: 熊本県?, Kumamoto-ken) är belägen på ön Kyushu, Japan. Residensstaden är Kumamoto.
Prefekturen drabbades hårt av jordbävningar i april 2016.

## Administrativ indelning
Prefekturen var år 2016 indelad i fjorton städer (-shi) och 31 kommuner (-chō, -machi eller -mura).
Kommunerna grupperas i nio distrikt (-gun). Distrikten har ingen administrativ funktion utan fungerar i huvudsak som postadressområden.
Kumamoto har speciell status som signifikant stad (seirei shitei toshi).
Städer:
- Amakusa, Arao, Aso, Hitoyoshi, Kamiamakusa, Kikuchi, Kōshi, Kumamoto, Minamata, Tamana, Uki, Uto, Yamaga, Yatsushiro

Distrikt och kommuner:
| - Amakusa distrikt - Reihoku - Ashikita distrikt - Ashikita - Tsunagi - Aso distrikt - Minamiaso - Minamioguni - Nishihara - Oguni - Takamori - Ubuyama | - Kamimashiki distrikt - Kashima - Kōsa - Mashiki - Mifune - Yamato - Kikuchi distrikt - Kikuyō - Ōzu | - Kuma distrikt - Asagiri - Itsuki - Kuma - Mizukami - Nishiki - Sagara - Taragi - Yamae - Yunomae | - Shimomashiki distrikt - Misato - Tamana distrikt - Gyokutō - Nagasu - Nagomi - Nankan - Yatsushiro distrikt - Hikawa |

## Galleri

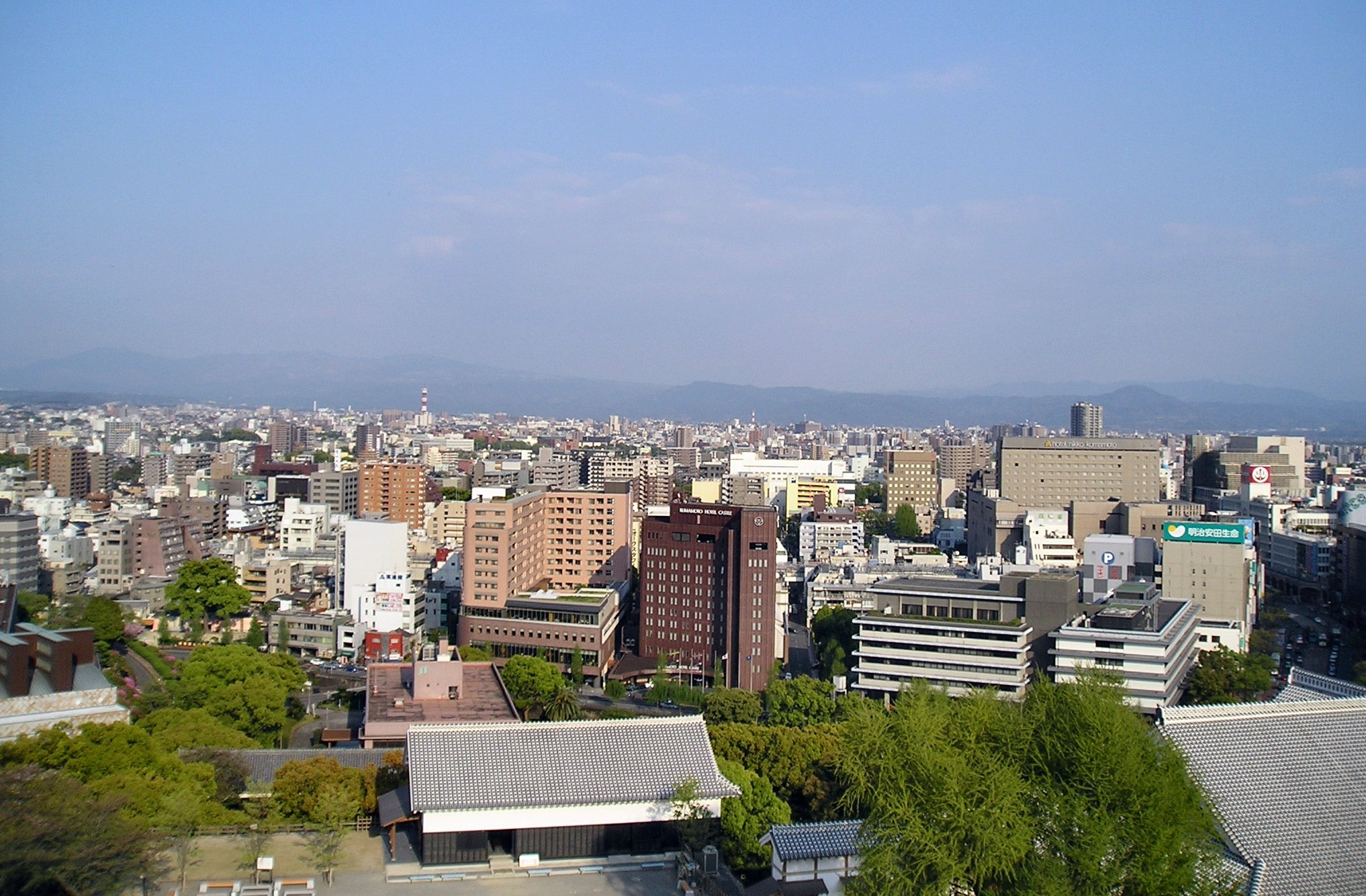
Kumamoto
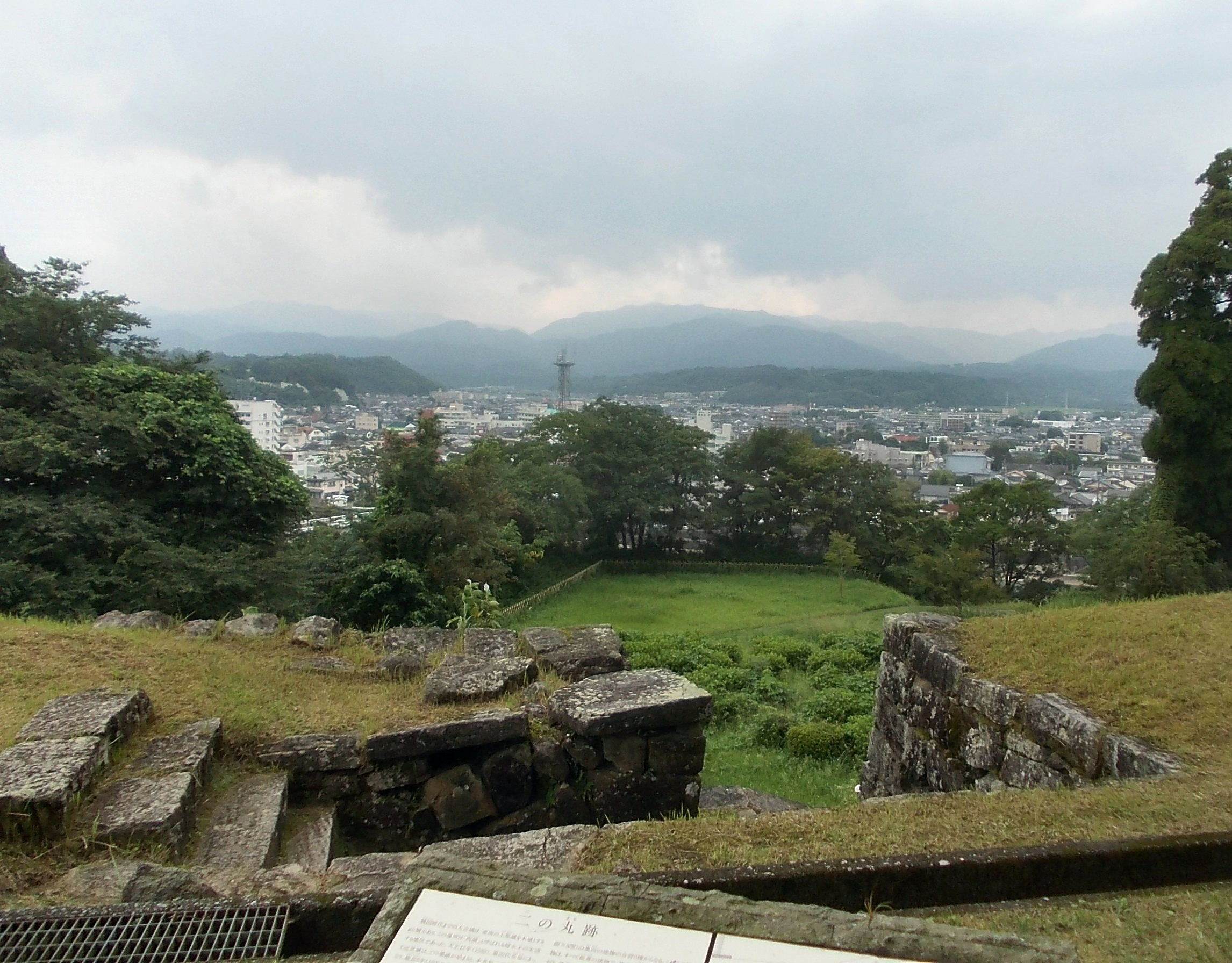
Hitoyoshi
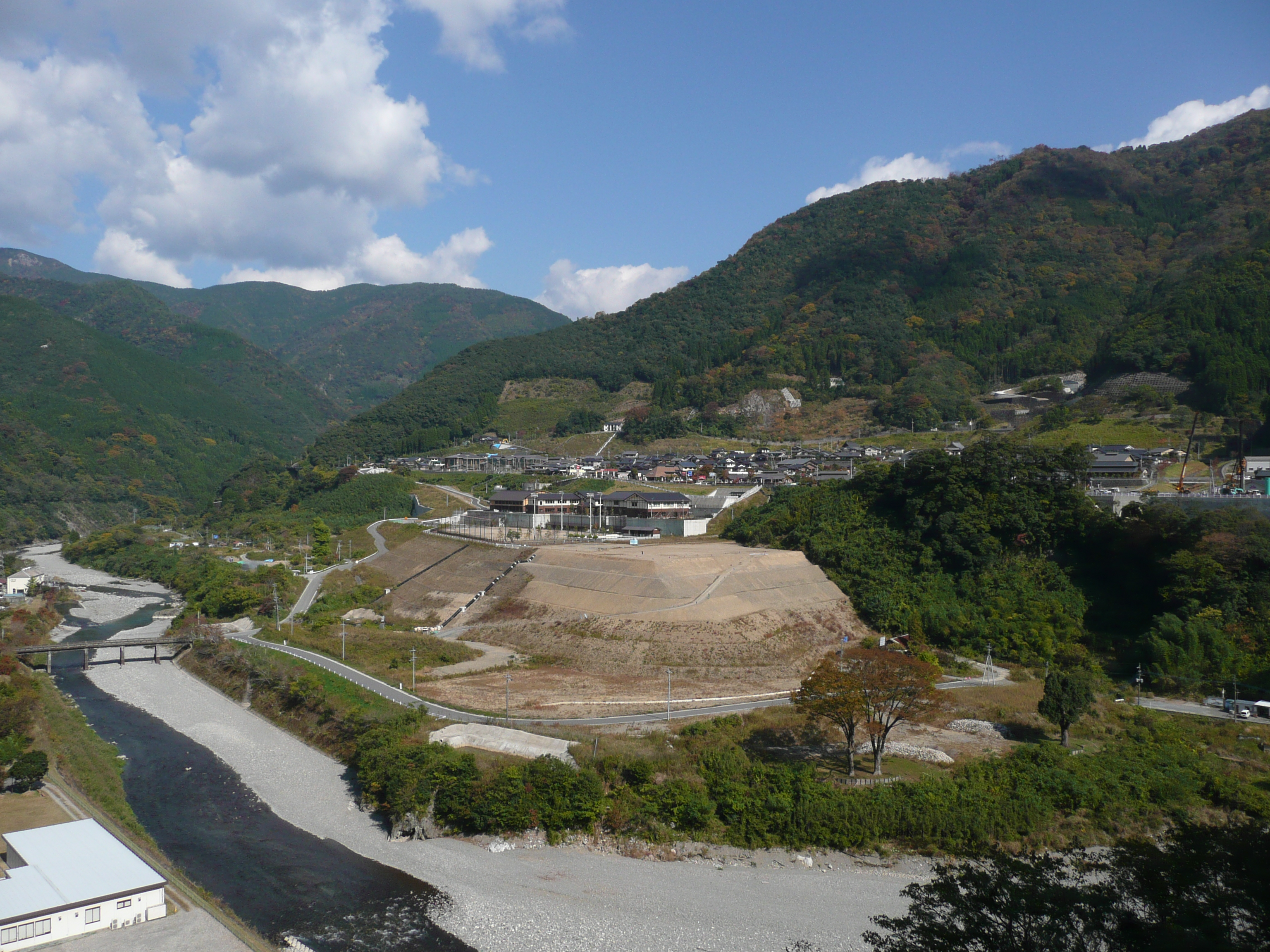
Itsuki